# 詔書奉戴日
詔書奉戴日是指紀念滿洲國皇帝每次頒佈詔書的日子。此所指之詔書共五份：
- 1934年（大同三年、康德元年）3月1日的《即位詔書》（溥儀即皇帝位）
- 1935年（康德二年）5月2日的《回鑾訓民詔書》（溥儀第一次訪日後發表，宣佈和日本「一德一心」）
- 1940年（康德七年）7月15日的《國本奠定詔書》（溥儀第二次訪日後發表，改國教為神道）
- 1941年（康德八年）12月8日的《時局詔書》（跟隨日本宣佈向美國宣戰）
- 1942年（康德九年）3月1日的《建國十週年詔書》（宣佈日本為滿洲國的親邦 [始稱友邦，后稱盟邦]）

後《即位詔書》被《建國十週年詔書》所代替。這四個詔書發表的週年紀念日，在滿洲國都有隆重的活動。